# Förvaltningspolitik
Med förvaltningspolitik avses idéer och åtgärder riktade mot den offentliga sektorns organisation och arbetssätt. Svensk förvaltningspolitik i början av 2000-talet fick sin grund genom propositionen Statlig förvaltning i medborgarnas tjänst (prop. 1997/98:136).
2010 års förvaltningspolitiska proposition benämns Offentlig förvaltning för demokrati, delaktighet och tillväxt (prop. 2009/10:175). I den föreslås bland annat en ny lag om vidareutnyttjande av handlingar från den offentliga sektorn. Genom denna proposition kom riksdagen också att anta ett nytt förvaltningspolitiskt mål för den statliga förvaltningen som fortfarande (2022) gäller. Målet lyder: En innovativ och samverkande statsförvaltning som är rättssäker och effektiv, har väl utvecklad kvalitet, service och tillgänglighet och som därigenom bidrar till Sveriges utveckling och ett effektivt EU-arbete.
Förvaltningspolitik får sällan någon framträdande roll i kommunikationen mellan politiker och väljare då den är ett medel för att uppnå politiska mål.